# Pontedera
Pontedera là một đô thị và thị xã của Ý. Đô thị này thuộc tỉnh Pisa trong vùng Toscana. Pontedera có diện tích km2, dân số theo ước tính năm 2010 của Viện thống kê quốc gia Ý là 27.808 người. 
Các đơn vị dân cư: Gello, I Fabbri, Il Chiesino, Il Romito, I Pardossi, La Borra, La Rotta, Montecastello, Pietroconti, Santa Lucia, Treggiaia.
Đô thị Pontedera giáp với các đô thị:
Pontedera là trụ sở của công ty Piaggio, trong những năm 1930 đã là một nhà sản xuất máy bay lớn và sản xuất xe máy như Vespa và Ape. Nó cũng đã là sở chính của công ty rượu vang Castellani Spa kể từ khi nó được thành lập vào năm 1903.
Pontedera ở thung lũng Arno tại hợp lưu của sông Era và sông Arno. Nó là trên Scolmatore kênh và nhánh Roglio, kỷ nguyên của. Nó có một hồ nước nhỏ trong Pietroconti được gọi là Braccini hồ.